# 当麻谷原古墳
当麻谷原古墳（たいまたにはらこふん）は、神奈川県相模原市南区当麻にある谷原古墳群に属する古墳である。別名・当麻谷原1号墳。相模原市指定史跡となっている。

## 概要
相模川左岸の段丘に位置する。当初14基もの円墳があり、1971年（昭和46年）に1号～4号墳が発掘調査された。現在は1号墳が相模原ポンプ場内に保存されている。7世紀後半に造られたと見られており、遺物としては金環、琥珀、水晶製切子玉、鉄鏃などが出土している。